# Rudolf Kommer
Rudolf K. Kommer (* 8. August 1886 in Czernowitz; † 28. März 1943 in Manhattan) war ein Journalist und Impresario, der lange Zeit für Max Reinhardt arbeitete.

## Leben
Kommers Eltern waren Adolf Kommer und Caecilia Kornblum. Kommer fügte seiner Unterschrift meist die Abkürzung „a. Cz.“ (für „aus Czernowitz“) hinzu und wies damit deutlich auf sein Judentum hin. Kommer schloss angeblich ein Studium in Wien mit der Promotion ab und arbeitete dann in Berlin, London und New York City als Zeitungskorrespondent. Nach dem Ausbruch des Ersten Weltkriegs wurde er in den USA interniert, traf im Internierungslager auch auf Hanns Heinz Ewers und Ernst Hanfstaengl und wurde am 4. Mai 1917 zusammen mit dem deutschen Botschafter Johann Heinrich von Bernstorff, sowie Eugen Kühnemann, Kuno Meyer und Heinrich Albert auf der SS Ryndam abgeschoben. In den Vereinigten Staaten habe er für die pro-deutsche Zeitung „The vital issue“ gearbeitet. Vom österreichischen Geheimdienst wurde er als Diplomat in Stockholm und Bern eingesetzt. Nach Kriegsende wurde er Leiter der Genfer Filiale des United Press Bureau für Zentraleuropa. Eine Schrift von George D. Herron mit einer Kritik an der Politik Woodrow Wilsons übersetzte er für die Herausgabe bei Rowohlt. Bereits in dieser Zeit hatte er Verbindungen zu Stephanie von Hohenlohe.
Ab 1922 war er Reinhardts Repräsentant für Gastspiele im englischsprachigen Raum, so in den 1920er Jahren für die Aufführung von Das  Mirakel von Karl Gustav Vollmoeller in den USA. Klaus Mann berichtete in seiner Autobiografie Der Wendepunkt von dem geheimnisvollen Kauz mit dem Vollmondgesicht, der ihn bei Kommers Gönner, dem New Yorker Bankier Otto Hermann Kahn, eingeführt habe. 1928/29 betreute er ein Gastspiel des Deutschen Theaters in den USA. Lea Singer schilderte später wie Kommer als Impresario das „Unternehmen Reinhardt“ in Salzburg durch die finanziellen Krisen nach 1933 steuerte und für die US-amerikanischen Verbindungen und Aufträge sorgte.
Kommer übersetzte amerikanische Theaterstücke ins Deutsche und schrieb Artikel über literarische Werke. Unter anderem befasste er sich mit der Rezeption Eugene O’Neills in Europa. Kommer, mit Spitznamen „Kätchen“ gerufen, unterstützte offenbar während des Dritten Reichs zahlreiche Exilanten aus der Kulturszene, die nach England und in die USA ausgewandert waren, so nachweislich Alfred Kerr und Hermann Sinsheimer in England. Für Sinsheimer war er „der selbstloseste Mensch“ den er jemals gekannt hatte. (Anmerkung Hermann Sinsheimer, Gelebt im Paradies, Berlin 2013 S. 336–340) Sein letzter Wohnsitz in Österreich war Schloss Leopoldskron, ab dem 20. September 1933 hatte Kommer seinen Wohnsitz in den USA, seine Einbürgerungsanträge wurden aber wiederholt abgelehnt. Kommer verwaltete eine Zeit lang das Vermögen der Amerikanerin Ava Alice Muriel Astor, der einzigen Tochter des John Jacob Astor IV und seit 1933 kurzzeitig die Frau von Raimund von Hofmannsthal. Kommer lebte achtzehn Jahre lang in einem der teuersten Hotels Manhattans im „Ambassador“ in der Park Avenue.
Kommer wurde vom FBI verdächtigt, als Agent für die Achsenmächte tätig gewesen zu sein und wurde seit 1940 bis zu seinem Tode überwacht. Der Abschlussbericht des FBI nach seinem Tode konnte nicht bestätigen, dass Kommer in den dreißiger oder vierziger Jahren zum Schaden der Vereinigten Staaten konspiriert habe.
Kommers Beisetzung wurde von William S. Paley, dem Herausgeber von Vogue und Vanity Fair, der eine englische Trauerrede hielt, und Gottfried Reinhardt organisiert, unter den vielen Trauergästen waren neben Max Reinhardt und dessen Familie auch Hermann Borchardt und Tilly Losch, Erika Mann sprach den Kaddisch auf Deutsch. Alfred Kerr schrieb einen Nachruf in Form eines Gedichtes, das am 2. Juli 1943 im Aufbau veröffentlicht wurde.

## Schriften
- Stories from the Vienna cafe or Hungary and the New York Times, New York : Vital issue company, 1915, 2. ed.